# توانیتو
توانیتو (انگلیسی: Toñito؛ زادهٔ ۲۴ فوریهٔ ۱۹۷۷) بازیکن فوتبال اهل اسپانیا است.
از باشگاه‌هایی که در آن بازی کرده‌است می‌توان به باشگاه فوتبال رییکا، باشگاه فوتبال ویتوریا ستوبال، باشگاه فوتبال سانتا کلارا، باشگاه فوتبال لیریا، باشگاه فوتبال بوآویشتا، باشگاه ورزشی تنریف، و باشگاه فوتبال اسپورتینگ پرتغال اشاره کرد.